# (36921) 2000 SB208
2000 SB208 (asteroide 36921) é um asteroide da cintura principal. Possui uma excentricidade de 0.19561410 e uma inclinação de 0.97711º.
Este asteroide foi descoberto no dia 24 de setembro de 2000 por LINEAR em Socorro.